# Джинс
„Джинс“ е единственото българско телевизионно предаване за генеалогия и родова памет. Предаването се излъчва по БНТ 1 от 12 януари 2019 година до юни 2023. Предаването е създадено по авторска идея на Еленко Касалийски, режисьор на предаванто и д-р Георги Проданов, преподавател в Нов български университет, който е и един от сценаристите му. От 2019 година до 2022 година режисьор, отговорен оператор и монтажист на първите сто и пет епизода е Еленко Касалийски, след това до спирането на предаването през 2023 година се редуват други режисьори.
В началото водещ на предаването е Андрей Захариев, след което концепцията е променена и „Джинс“ продължава без водещ. Така се реализира уникалната концепция на „Джинс“ – самите гости да са в ролята на водещ и да разказват за своите родове и предци. Всички разкази и факти в предаването се уточняват и проверяват заедно с гостите, заедно с тях се провеждат и издирванията на информация и хора от родовете им. През петте сезона на съществуването на „Джинс“ са заснети 160 предавания, в които се разказва или са споменати общо над 1000 рода – български, арменски, руски, турски, татарски, еврейски, албански, гръцки, грузински и т.н.

Първите сезони на предаването включват предимно известни личности, които разказват за родовете си, впоследствие се включват и други гости, пожелали да разкажат за своя род. Предаването води своите гости там, откъдето тръгват корените им. Запознава зрителите с хората, положили началото на съответния род, показва родословни дървета, оцелели предмети и спомени, снимки, архиви. Убеждава зрителите в смисъла и важността на това, да знаеш за онези времена и хората, които са били тук преди теб. За запазените фамилни ценности, които ни правят общество. 
| „ | Това предаване е пълен антипод на зловредния национализъм, определян от някои като патриотАрство, обсебил публичното говорене в България. Фундаментът на патриотизма не е да облечеш потури и да си мислиш, че светът е започнал с теб или че ти си център на Вселената. Патриотизмът е чувство на принадлежност към нещо, започнало столетия преди теб, спомен за предците и отговорност за собствените ти действия пред тях. | “ |

Почти всички епизоди на „Джинс“ могат да бъдат видени в You Tube

## Награди
2020 г. – Награда на Еленко Касалийски за телевизионна журналистика „Св. Влас“
2021 г. – Награда на Съюза на българските журналисти
2022 г. – Награда „Златно перо“

## Екип през годините
- Еленко Касалийски (автор, режисьор, отговорен оператор и монтажист)
- Георги Проданов, д-р (автор и сценарист)
- Андрей Захариев (автор, водещ, сценарист)
- Борис Георгиев (водещ)
- Петър Гайтанджиев (режисьор)
- Ваня Бойчева (режисьор)
- Екатерина Минкова (режисьор)
- Жасмина Грабовска (асистент режисьор)
- Петко Георгиев, д-р (сценарист)
- Татяна Богданова (монтаж)
- Михаела Петрова (репортер, сценарист)
- Анна Яковлева (продуцент)
- Йоланта Попова (продуцент и редактор)
- Калина Станева (репортер)
- Камен Колев (оператор)
- Надя Георгиева (монтаж)
- Георги Златарев (диктор)
- Нели Пандилова (организатор)
- Румен Иванов (осветител)
- Димитър Филчев (осветител)